# Dance of wild irravel
Dance of wild irravel is een compositie van Arnold Bax.
Het vormde in eerste instantie samen met Pensive twilight, Dance in the sun en In the hills of home de Four orchestral pieces for orchestra. De geschiedenis van die verzameling van orkestwerken is er een van ongelukjes in de titels, die wijzigden keer op keer. Na een latere revisie hield Bax er maar drie over: Three pieces for small orchestra.   
Dance of wild irravel kwam alleen te staan, het had vanaf het begin een veel groter orkest nodig dan de andere drie, en werd vervolgens maar weinig uitgevoerd. Wel was het een van de twee, Pensive twilight was de andere, die op 23 september 1913 in première ging onder de titel Two orchestral sketches. Henry Wood leidde het Queen's Hall Orchestra tijdens een van de Proms-concerten. Een jaar later volgden alle vier, hetzelfde orkest, dezelfde zaal Queen's Hall,  maar met Geoffrey Toye als dirigent.
Chandos liet het in 1986 vastleggen in een poging een groot deel van het oeuvre van Arnold Bax (weer) onder de aandacht te brengen. Bryden Thomson leidde in de opname het London Philharmonic Orchestra. In het boekje werd een vergelijking gemaakt met La valse van Maurice Ravel.
Graham Parlett verklaarde de titel aan de hand van het Gaelic rámhail (hallucinaire droom of delirium). Bax schreef dat het zou klinken als het Einde der tijden.